# Cratere Abelard
Abelard  è un cratere sulla superficie di Eros.